# Mourioux-Vieilleville
Mourioux-Vieilleville ist eine Gemeinde in Frankreich. Sie gehört zur Region Nouvelle-Aquitaine, zum Département Creuse, zum Arrondissement Guéret und zum Kanton Le Grand-Bourg. Sie grenzt im Norden an Bénévent-l’Abbaye, im Nordosten an Le Grand-Bourg, im Osten an Aulon und Ceyroux, im Süden an Châtelus-Malvaleix sowie im Westen an Arrènes und Marsac.

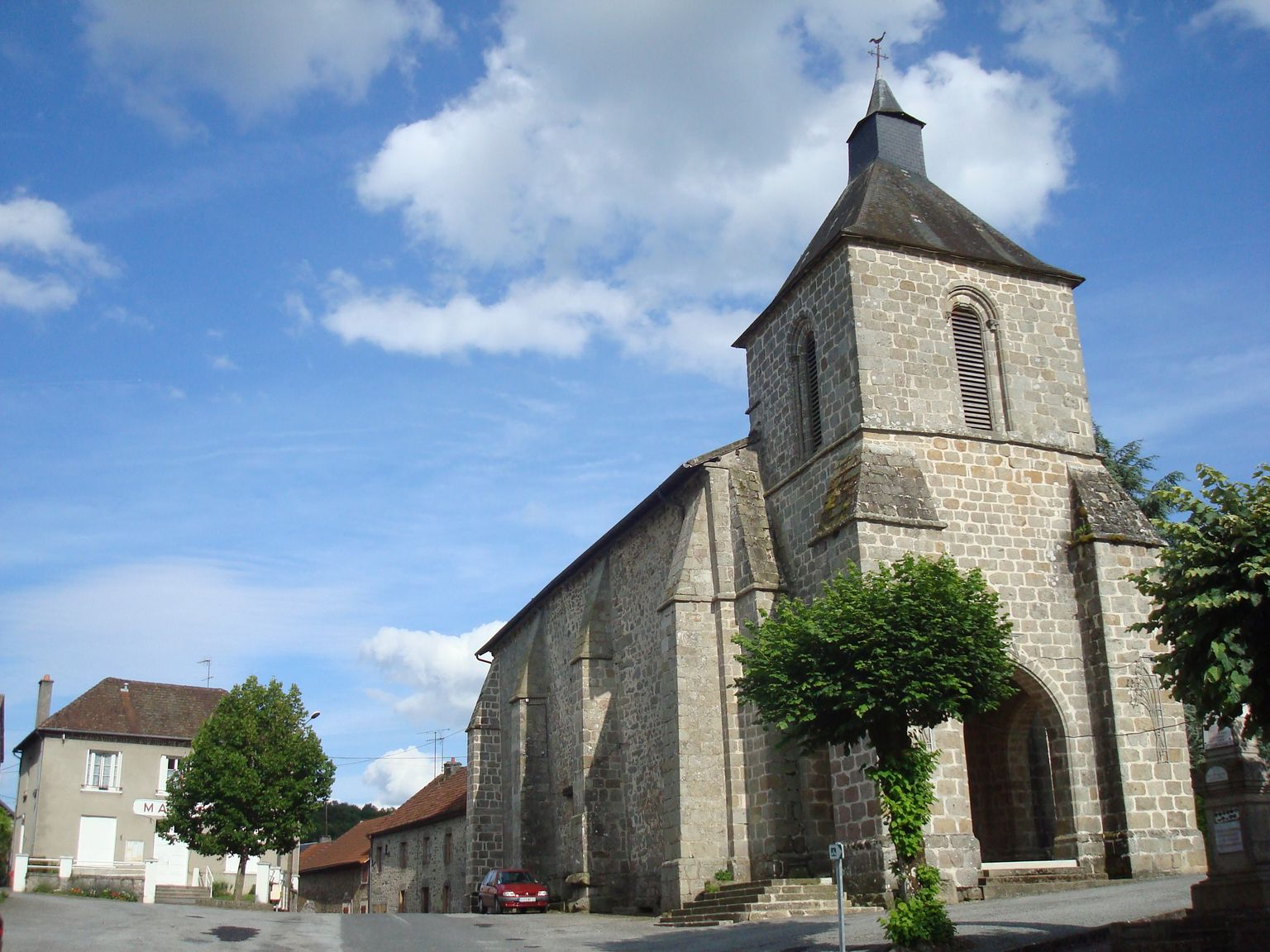
Rathaus und Kirche Saint-Rémi (Monument historique)
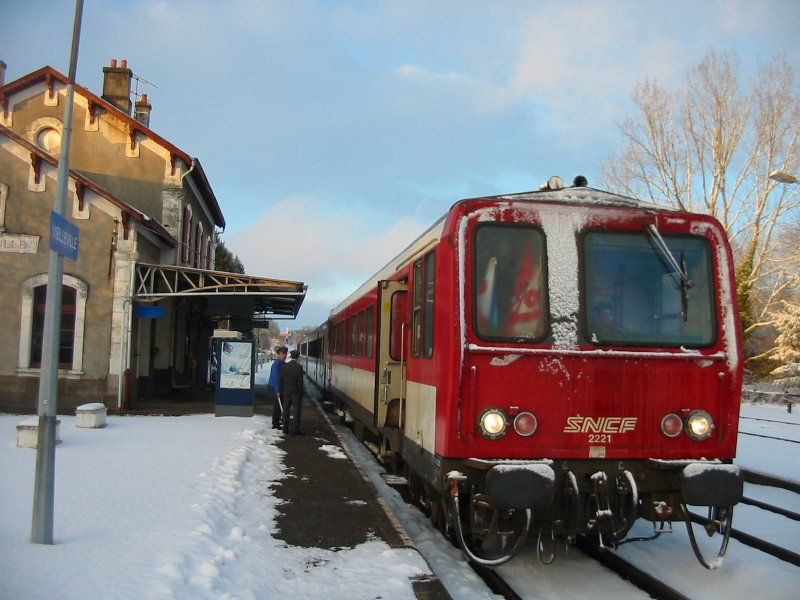
Bahnhof von Vieilleville an der Bahnstrecke Montluçon–Saint-Sulpice-Laurière

## Bevölkerungsentwicklung
| Jahr      | 1962 | 1968 | 1975 | 1982 | 1990 | 1999 | 2008 | 2012 |
| --------- | ---- | ---- | ---- | ---- | ---- | ---- | ---- | ---- |
| Einwohner | 1018 | 941  | 851  | 719  | 629  | 569  | 588  | 503  |

## Verkehr
In Vieilleville befindet sich ein Bahnhof der Bahnstrecke Montluçon–Saint-Sulpice-Laurière. Es war zudem früher Ausgangspunkt einer weiteren Strecke nach Bourganeuf.

## Persönlichkeiten
- Yves Devillechabrolle (* 1957), ehemaliger Fußballspieler